# Norman Kemp Smith
Norman Kemp Smith (1872 – 1958) byl skotský filozof, který přednášel na princetonské univerzitě. Byl také profesorem logiky a metafyziky na univerzitě Edinburgh. Narodil se v Dundee ve Skotsku. Dodal si do jména manželčino příjmení, když si roku 1910 vzal Amy Kemp.